# Bitka pri rtu Palos
Bitka pri rtu Palos (tudi druga bitka pri rtu Palos) je bila največja pomorska bitka španske državljanske vojne, ki je potekala v noči iz 5. na 6. marec 1938 70 milj vzhodno od rta Palos, ki leži blizu Kartagine (Španija).
Bitka je bila posledica nenačrtovanega srečanje dveh eskader. Nacionalistična eskadra je bila sestavljena iz 2 težkih križark Canarias in Baleares (najnovejši križarki Španske vojne mornarice pred vojno) ter lahke križarke Almirante Cervera. Ta eskadra je izvajala oddaljeno zaščito za ladijski konvoj, ki je plul iz Italije v Španijo. Republikanska eskadra pa je bila sestavljena iz 2 lahkih križark Libertad (sodobna) in Méndez Núñez (starejša) ter petih rušilcev.
Ponoči sta se obe eskadri po nesreči srečali. Republikanski rušilec je izstrelil torpeda, a ni nobeden zadel svojega cilja. Nacionalisti so se oddaljili, ker so hoteli počakati dan, ko bi lahko uporabili svojo težko artilerijo, toda republikanci so sprejeli bitko in začeli zasledovati sovražnika.
Ob 2:15 je izbruhnil nov spopad. Nacionalistični križarki sta iz oddaljenosti 5 km začeli obstreljevati Libertad, toda le-ta ni bila zadeta. Republikanski križarki sta tudi odgovorili, a brez uspeha. V tem trenutku so v bitko vstopili trije republikanski rušilci (Sanchéz Barcáiztegui, Lepanto in Almirante Antequera), ki jih nacionalisti niso opazili. Iz oddaljenosti 3 km so izstrelili 12 torpedov, od tega sta 2 oz. 3 zadeli Baleares, ki se je potopila v nekaj minutah. Od 765 članov posadke se je rešilo 372. Preostali republikanski ladji sta nato zapustili prizorišče.
Kljub temu, da je bila to največja pomorska bitka celotne vojne, ni imela večjega pomena na celotni potek vojne.